# Linn Jørum Sulland
Linn Jørum Sulland (* 15. Juli 1984 in Oslo) ist eine norwegische Handballspielerin.

## Karriere

### Im Verein
Linn Jørum Sulland begann das Handballspielen bei Korsvoll IL und wechselte im Jahre 2001 zu Stabæk Håndball. Nachdem die Linkshänderin in der Saison 2001/02 für Stabæk in der höchsten norwegischen Jugendspielklasse auflief, gehörte sie ab dem Sommer 2002 dem Kader der Damenmannschaft von Stabæk an, die ebenfalls in der höchsten norwegischen Spielklasse antraten. In ihrer ersten Saison erzielte sie 28 Treffer in 22 Partien. In der Saison 2005/06 teilte sie sich mit Linn-Kristin Riegelhuth Koren, die beide jeweils 159 Treffer erzielten, die Torschützenkrone.

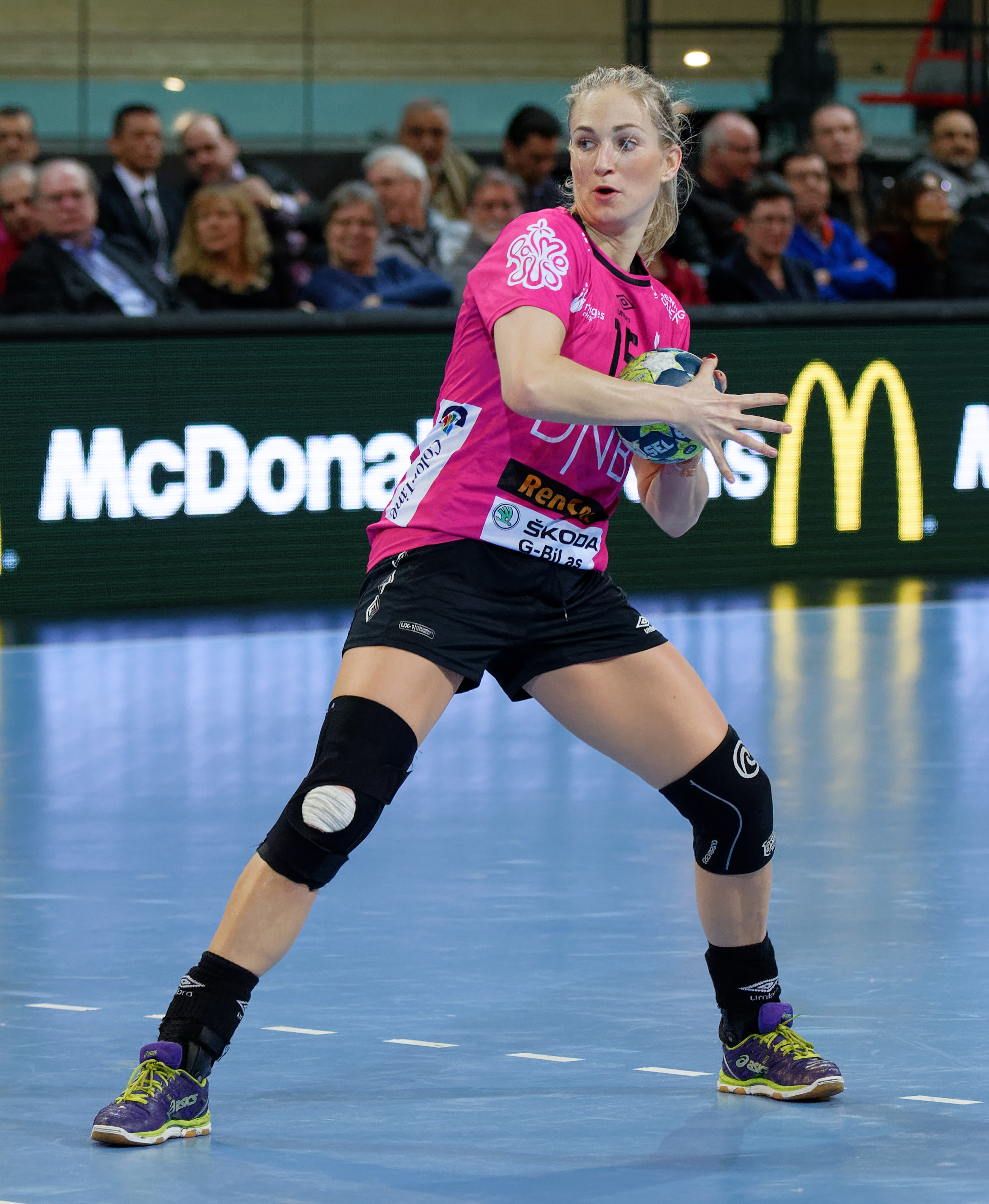
Linn Jørum Sulland bei der Ausführung eines Strafwurfes

Im Sommer 2009 wechselte Linn Jørum Sulland zum Ligarivalen Larvik HK. Mit Larvik gewann sie in ihrer ersten Saison die norwegische Meisterschaft. Weiterhin spielte Linn Jørum Sulland erstmals mit einem Verein im Europapokal. In der darauffolgenden Saison verteidigte sie mit Larvik die Meisterschaft und gewann zusätzlich die EHF Champions League. Mit ihren zehn Treffern im Finalrückspiel hatte sie einen entscheidenden Anteil an diesem Erfolg. In den Spielzeiten 2011/12, 2012/13, 2013/14 und 2014/15 folgten vier weitere nationale Meisterschaftsgewinne. In der Saison 2015/16 lief sie für den ungarischen Verein Győri ETO KC auf. 2016 gewann sie mit Győri ETO KC die ungarische Meisterschaft sowie den ungarischen Pokal. Anschließend schloss sie sich dem norwegischen Verein Vipers Kristiansand an. Mit den Vipers stand Sulland im Finale des EHF-Pokals 2017/18, das die rumänischen Mannschaft von SCM Craiova gewann. Weiterhin erzielte sie mit 78 Treffern die meisten Treffer im EHF-Pokal. Ein Jahr später belegte sie mit den Vipers den dritten Platz im Final Four der EHF Champions League. Mit 89 Treffern war Sulland die torgefährlichste Spielerin der EHF Champions League 2018/19. Nach der Saison 2020/21 beendete sie ihre Karriere. Im letzten Spiel ihrer Karriere gewann sie die EHF Champions League.
Sulland wurde im Laufe der Saison 2022/23 vom norwegischen Zweitligisten Oppsal IF reaktiviert, bei dem sie im Trainerteam tätig ist. Nachdem Sulland im Jahr 2023 ein Kind zur Welt gebracht hatte, gab sie im Februar 2024 ihr Comeback für Oppsal IF, der zwischenzeitig in die höchste norwegische Spielklasse aufgestiegen war.

### In der Nationalmannschaft
Linn Jørum Sulland kam 14-mal für die norwegische Juniorinnen-Auswahl zum Einsatz, mit der sie bei der Juniorinnen-Weltmeisterschaft 2003 die Bronzemedaille gewann.
Die Linkshänderin gab am 26. März 2004 ihr Debüt in der A-Nationalmannschaft. Nachdem sich die beiden Linkshänderinnen Linn-Kristin Riegelhuth Koren und Vigdis Hårsaker im Vorfelde der Weltmeisterschaft 2005 schwer verletzten, bekam Sulland die Gelegenheit, ihr Können bei einem Großturnier unter Beweis zu stellen. Bei diesem Turnier belegte Norwegen den neunten Platz.
Nachdem Sulland nicht an der Europameisterschaft 2006 teilgenommen hatte, gehörte sie dem norwegischen Kader an, die bei der Weltmeisterschaft 2007 in Frankreich Vizeweltmeister wurde. Im Jahre 2007 nahm sie mit einer norwegischen Auswahl an der Beachhandball-Europameisterschaft teil, die das Turnier mit dem dritten Platz abschlossen. Sulland war mit 149 Punkten die erfolgreichste Scorerin des Turniers.
In den folgenden Jahren wurde Sulland bei den Nominierungen oftmals nicht berücksichtigt. So nahm sie an den Olympischen Spielen 2008 und an der Weltmeisterschaft 2009 nicht teil. Lediglich bei der Europameisterschaft 2008 gehörte die Linkshänderin dem norwegischen Aufgebot an. Norwegen gewann den EM-Titel, wobei Sulland in erster Linie als Bankspielerin ins Geschehen eingriff. Bei der EM 2010 gehörte Sulland zu Turnierbeginn nicht dem norwegischen Kader an und wurde erst im Halbfinale nachnominiert. Norwegen gelang die Titelverteidigung durch einen Finalerfolg über Schweden.
Ab dem Jahr 2011 ist Linn Jørum Sulland eine der tragenden Säulen der norwegischen Nationalmannschaft. Bei der WM 2011 gewann die Osloerin mit Norwegen den Titel und belegte mit 51 Toren den zweiten Platz in der Torschützenliste. Im Sommer 2012 nahm sie an den Olympischen Spielen in London teil und gewann am 11. August 2012 mit ihrem Team die Goldmedaille. Im Finalspiel gegen Montenegro erzielte sie zehn Tore. Ende des Jahres 2012 nahm sie an der Europameisterschaft teil, das Norwegen mit dem zweiten Platz abschloss. Bei der Weltmeisterschaft 2013 schied sie mit Norwegen im Viertelfinale aus. Im Turnierverlauf erzielte sie 24 Treffer in sieben Partien. Aufgrund eines Fußbruches verpasst sie die EM 2014. Ein Jahr später gehörte Sulland dem norwegischen WM-Aufgebot an, mit dem sie ihren zweiten WM-Titel gewann. Nachdem Sulland ab Juni 2016 für Länderspiele nicht mehr berücksichtigt worden war, rückte sie im November 2018 wieder in den Kader der Nationalmannschaft. Für Norwegen lief sie bei der Europameisterschaft 2018 auf. Im Turnierverlauf erzielte sie 20 Treffer.

### Als Trainerin
Sulland ist seit der Saison 2022/23 beim norwegischen Verein Oppsal IF als Fitnesstrainerin tätig.

### Erfolge
- norwegischer Meister: 2009/10, 2010/11, 2011/12, 2012/13, 2013/14, 2014/15, 2017/18, 2018/19, 2019/20, 2020/21
- norwegischer Pokalsieger: 2009, 2010, 2011, 2012, 2013, 2014, 2017, 2018, 2019
- ungarischer Meister: 2015/16
- ungarischer Pokalsieger: 2015/16
- EHF-Champions-League-Siegerin: 2010/11, 2020/21
- Goldmedaille bei den Olympischen Spielen: 2012
- Weltmeister: 2011, 2015
- Vize-Weltmeister: 2007
- Europameister: 2008, 2010
- Vize-Europameister: 2012

### Auszeichnungen
- Spielerin des Jahres der Eliteserien: 2006[32]
- Torschützenkönigin der Eliteserien: 2005/06
- Torschützenkönigin und All-Star der Beachhandball-Europameisterschaften 2007

## Privates
Linn Jørum Sulland kommt aus einer Sportlerfamilie. Ihre Mutter Guri Jørum stand 51 Mal im Tor der norwegischen Handballnationalmannschaft und ihr Vater Svein Sulland spielte ebenfalls Handball, sowie ihre Schwester Randi, die ebenfalls in der höchsten norwegischen Spielklasse Handball spielte. Ihr Großvater mütterlicherseits Einar Jørum war ein bekannter Fußballfunktionär.
Linn Jørum Sulland ist mit dem Fußballspieler Petter Løken liiert. Das Paar hat einen gemeinsamen Sohn.